# Đoàn Văn Toại
Đoàn Văn Toại (sinh 1945 tại Vĩnh Long)  là một nhà hoạt động người Việt cư trú ở Hoa kỳ và là tác giả cuốn sách The Vietnamese Gulag. Nó được phát hành 1986 bởi nhóm xuất bản Simon and Schuster, New York (ISBN 9780671603502 ISBN 0-671-60350-7), 351 pp.

## Tiểu sử
Toại là một nhà hoạt động chống chiến tranh, một người ủng hộ Mặt trận Dân tộc Giải phóng miền Nam Việt Nam và phó chủ tịch hội sinh viên Sài Gòn năm 1969 và 1970. Tháng 1 1973, ông đã bay sang California để đọc những bài thuyết trình chống chiến tranh ở Berkeley và Stanford. Sau đó ông bị chính quyền miền Nam Việt Nam bỏ tù về những hoạt động chống chính phủ như là một lãnh tụ sinh viên. Sau khi nước Việt Nam thống nhất vào năm 1975, ông trở thành cán bộ của Ban tài chính dưới thời Chính phủ lâm thời miền Nam mới được thành lập. Chẳng bao lâu ông bất đồng ý kiến về các chính sách được đề ra của các cán bộ cấp trên, ông từ chức và sau đó bị bắt giam 28 tháng. Cuối cùng ông rời Việt Nam sang Paris vào tháng 5 năm 1978.
Năm 1989, ông bị bắn và bị thương trầm trọng bởi 2 người đàn ông châu Á trong khi ông đang đi bộ trong khu vực nơi ông cư trú ở California, Mỹ. Việc ám sát này xảy ra trong một loạt đợt tấn công vào những người Việt Nam tại Mỹ bất đồng chính kiến nội bộ và được tin là vì lý do chính trị. Việc ông Toại cổ vũ và đề nghị Chính phủ Hoa Kỳ nối lại bang giao với Việt Nam không được hoàn toàn ưa chuộng bởi cộng đồng người Việt ở Mỹ và có tin đồn là ông ta bị bắn bởi những người chống Cộng phản đối việc này.
Trong các nỗ lực điều tra sau này, các phóng viên của FRONTLINE và ProPublica trong phóng sự điều tra Terror in Little Saigon cho rằng ông là một trong những người đã bị ám sát vì viết các bài chỉ trích Mặt trận Quốc gia thống nhất Giải phóng Việt Nam của ông Hoàng Cơ Minh (cựu phó Đô đốc Hải quân Việt Nam Cộng Hòa). Sau cuộc tấn công, Ông Toại không đưa ra kết luận ai phải chịu trách nhiệm nhưng ông biết mình trở thành mục tiêu bởi vì những bài viết và tuyên bố công khai của mình, ông ngừng viết và rút lui khỏi tầm mắt công chúng ngay sau đó.
Năm 2000, ông trở về Việt Nam mở trường Đại học, hoạt động trong lĩnh vực giáo dục và du lịch.